# Голям ъглозъб
Големият ъглозъб (Batrachuperus londongensis) е вид земноводно от семейство Hynobiidae. Видът е застрашен от изчезване.

## Разпространение
Разпространен е в Китай.

## Описание
Популацията на вида е намаляваща.